# フレットナー Fl 282

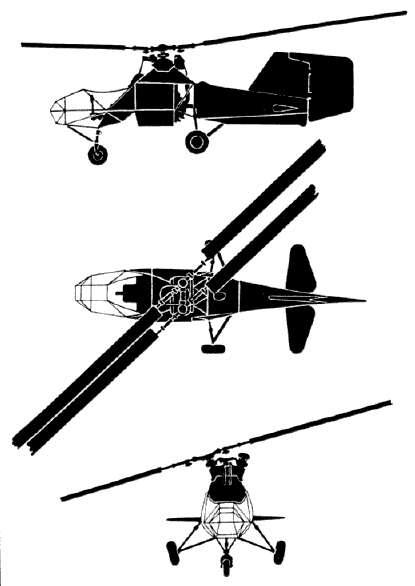
Fl 282

フレットナー Fl 282
戦後アメリカ軍により飛行試験を受けるFl 282
- 用途：観測機、偵察機
- 分類：回転翼機
- 設計者：アントン・フレットナー
- 製造者：アントン・フレットナー社
- 運用者：ドイツ空軍
- 初飛行：1941年
- 生産数：23機以上
- 運用開始：1942年
- 退役：1945年

フレットナー Fl 282 （Flettner Fl 282）はドイツのアントン・フレットナーによって開発されたヘリコプターである。愛称は「コリブリ（Kolibri、ハチドリの意）」。

## 機体
Fl 282は単座式開放型の操縦席と交差双ローターを持ち、ローターハブは胴体上部に並んで置かれ、左右にそれぞれ12度、前方に6度傾斜している。ローターの回転面は交差しているが反対方向に同調して回転するためローターが接触することはない。試作1号機のローターは3翅だったが2号機からは2翅となった。エンジンは、ジーメンス・ウント・ハルスケ社のSh 14（生産会社がBMW/Bramo社のため、BMW/Bramo 314Eとも。空冷星型7気筒、排気量7.7l、150hp）を1基搭載し、その前面にトランスミッションを介して2軸に分割し、左右のローターを回している。

## 歴史
Fl 282は世界で最初に実戦投入されたヘリコプターである。1941年に初飛行しFw 61よりはるかに優れた飛行性能を示した。フレットナーの工場は当初ベルリンにあったが、空襲を避けるためシュレジェンのシュヴァイドニッツ（現在のポーランドのシュフィドニツァ）に移動した。のちにソ連軍の接近によりバイエルン州のバート・テルツに移転して、フレットナーはFl 282のエンジン供給元であるBMWの工場の隣に工場を置いた。予定では1,000機生産されることになっていたが、工場が爆撃され量産は実行されなかった。戦後まで残ったのは3機のみで、それ以外は鹵獲される事をおそれて破壊された。現在はほんの一部分が存在するのみである。
1942年、ドイツはバルト海のトラーヴェミュンデで試験を行った。また試作機のうちおよそ20機がバルト海、地中海、エーゲ海で試験的に船団護衛任務に運用された。航続力を有する潜水艦から発進する非武装の偵察型も計画されていたが計画のみに終わった。

## 派生型

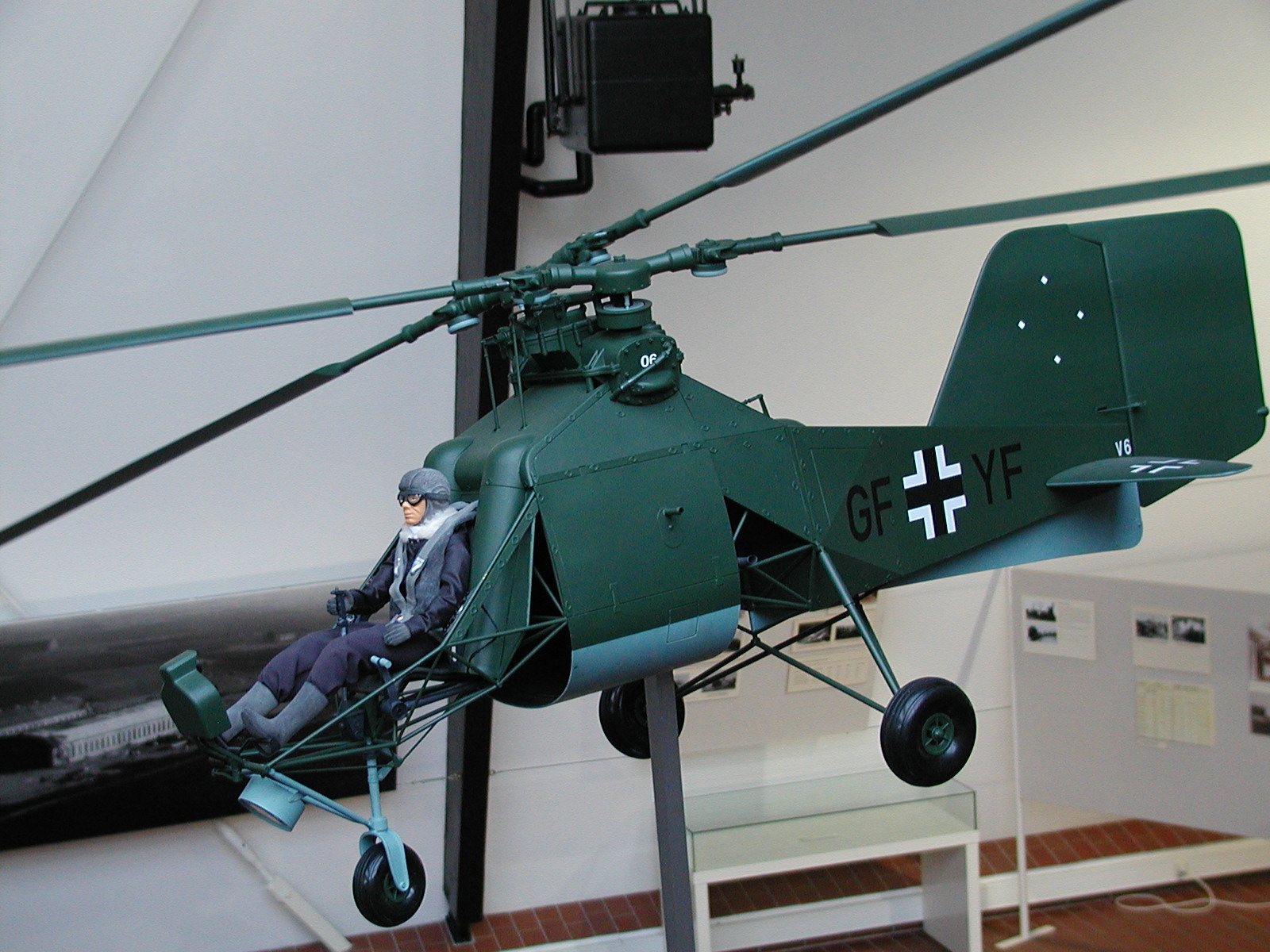
Fl282の模型

Fl 282 V1/7
試作機
Fl 282A-1
単座偵察機型（巡洋艦等に搭載）。バルト海、地中海、エーゲ海で試験運用された。
Fl 282B-1/2
複座陸上偵察・連絡機型。偵察員はローターの後部に後ろ向きで搭乗する。
Fl 282U
単座偵察機型（特殊装備潜水艦に搭載）。計画のみ。

## 保存
- Fl 282 V10 28368 - イギリスのコヴェントリー近郊にある ミッドランド航空博物館（英語版）にフレームとローターヘッドと車輪等が保存
- Fl 282 V23  - アメリカのオハイオ州デイトンにある国立アメリカ空軍博物館に保存されていた。[2]